# Britain’s Got Talent
Britain’s Got Talent – brytyjska wersja talent show z serii Got Talent, w której zwycięzca otrzymuje nagrodę pieniężną w wysokości 250 tys. funtów oraz zaproszenie do zaprezentowania się przed brytyjską rodziną królewską na gali Royal Variety Performance.

## Historia
Format programu został opracowany przez Simona Cowella, twórcę talent show X Factor i dyrektora wykonawczego wytwórni muzycznej Sony Music. Odcinek pilotażowy nakręcono we wrześniu 2005 roku. W skład jury weszli Cowell, Fern Britton (wówczas prezenterka programu „This Morning”) oraz Piers Morgan (dziennikarz i prezenter telewizyjny).
Program pierwotnie miał być nadany jeszcze przed emisją amerykańskiej wersji America’s Got Talent, w latach 2005–2006 pod tytułem Paul O’Grady’s Got Talent. Do jego realizacji jednak nie doszło, ponieważ O’Grady, który miał być gospodarzem show, odmówił pojawienia się w innym programie nadawcy ITV, a ostatecznie rozpoczął pracę u konkurencyjnego Channel 4.
12 lutego 2007 roku, po sukcesie America’s Got Talent, ITV ogłosiło swoje zamiary wydania brytyjskiej serii Got Talent. Premiera programu Britain’s Got Talent odbyła się 9 czerwca 2007 roku. W tym samym czasie nadawca ogłosił, że towarzyszyć mu będzie siostrzany program ITV2, zatytułowany Britain’s Got More Talent, prowadzony przez Stephena Mulherna.
Gospodarzami nowego programu zostali Ant McPartlin i Declan Donnelly, znani również jako Ant & Dec. W jury, oprócz Cowella, mieli zasiąść David Hasselhoff i Cheryl Cole, jednak oboje zrezygnowali z udziału, zanim doszło do emisji. Zastąpili ich Piers Morgan oraz aktorka Amanda Holden. Hasselhoff dołączył do zespołu później, w piątej serii programu. Cole została zaś zatrudniona przez Cowella w The X Factor, gdzie zastąpiła na stanowisku jurora Sharon Osbourne.

## Format

### Przesłuchania
Każda edycja konkursu rozpoczyna się dwiema turami przesłuchań: „przesłuchaniami otwartymi”, które odbywają się jesienią w różnych miastach Wielkiej Brytanii oraz „przesłuchaniami sędziów” w styczniu i lutym w wybranych miastach.
Uczestnik zgłasza się na przesłuchanie otwarte w swoim regionie. Po akceptacji dostaje miejsce w drugiej turze, otrzymuje numer i czeka w wyznaczonej poczekalni na swoją kolej. Następnie wchodzi na główną scenę, rozmawia z jurorami i ma trzy minuty na występ, który może zakończyć się wcześniej, jeśli wszyscy sędziowie użyją brzęczyka.
Sędziowie oceniają występ i oddają głosy „Tak” lub „Nie”. Jeśli zawodnik zdobędzie większość głosów „Tak”, przechodzi dalej. W serii ósmej wprowadzono „Złoty Brzęczyk” (ang. Golden Buzzer), który może dać uczestnikowi automatyczne miejsce w półfinale, jeśli sędzia uważa występ za wyjątkowy. Każdy sędzia może użyć go tylko raz.

### Decyzje sędziów
Ten etap odbywa się po zakończeniu przesłuchań i nazywany jest również Deliberation Day. Spośród uczestników, którzy zakwalifikowali się do tego etapu, jurorzy wybierają tych, którzy wystąpią w półfinałach. Liczba wybieranych uczestników różni się w zależności od serii. Gdy jurorzy podejmą decyzję, wszyscy zawodnicy zostają wezwani ponownie, aby dowiedzieć się czy wystąpią w kolejnym etapie.

### Półfinały
Zawodnicy występują przed publicznością i sędziami na żywo. W jednym odcinku jest 8 lub 9 uczestników i każdy z nich musi zaprezentować nowy program artystyczny. Sędziowie oceniają występy używając sygnalizatorów – występ kończy się w momencie, gdy wszyscy sędziowie oddadzą głos.

### Finał
Do finału awansują uczestnicy wybrani przez głosowanie telefoniczne oraz przez jurorów. Wykonawca z największą liczbą głosów telefonicznych od widzów automatycznie dostaje miejsce w finale. Drugiego finalistę wybierają jurorzy spośród półfinalistów, którzy zajęli 2. i 3. miejsce w głosowaniu publiczności. Od serii piątej, w przypadku remisu głosów od jurorów, do finału przechodzi półfinalista, który zajął drugie miejsce w głosowaniu publicznym.
Półfinalista może dostać się do finału również za pomocą dzikiej karty, którą sędziowie przyznają dowolnemu wyeliminowanemu półfinaliście na podstawie głosowania po półfinałach. Wynik ogłaszany jest przed finałem. W serii 9 i 10, publiczność także może przyznać dziką kartę jednemu z wyeliminowanych półfinalistów, jednak tylko raz przez każdego sędziego.
Finał przebiega w podobny sposób jak półfinały. Sędziowie nadal mogą używać brzęczyka i wydawać opinie na temat oglądanego przedstawienia, ale nie mają wpływu na wyniki głosowania. Po występach finalistów, głosowaniu telefonicznym oraz zweryfikowaniu i przeliczeniu głosów gospodarze ogłaszają zwycięzcę, który otrzymał najwięcej głosów od publiczności. Zwycięzca otrzymuje nagrodę pieniężną i miejsce w Royal Variety Performance.

### Emisja odcinków
Odcinki na żywo są zwykle emitowane w ciągu tygodnia – półfinały w każdy dzień powszedni, a finał w niedzielę. Z wyjątkiem dwóch pierwszych serii, odcinki na żywo składają się z dwóch części – pierwsza zawiera występy i nagrania przedstawiające uczestników, podczas gdy druga koncentruje się na wynikach głosowania. W przypadku półfinałów często pojawia się także występ gościnny, który odbywa się przed ogłoszeniem wyników.
Do dziesiątej serii, odcinki na żywo były transmitowane ze studia Fountain Studios na Wembley. Po jego zamknięciu w 2016 roku dopiero w 2017 roku, realizację odcinków na żywo przeniesiono do Elstree Studios. W następnym roku nagrania przeniesiono z kolei do Hammersmith Apollo.

## Jurorzy
W przypadku pierwszych czterech serii jury składało się z:
- Simona Cowella (producenta muzycznego i telewizyjnego),
- Amandy Holden (osobowości telewizyjnej i aktorki),
- Piersa Morgan’a (redaktora prasowego i dziennikarza).

W 2009 roku w trzeciej serii planowano dodanie czwartego sędziego, Kelly Brook, ale pomysł ten został odrzucony. W 2010 roku Simon Cowell zachorował, a jego miejsce zajął Louis Walsh. W 2011 roku Piers Morgan odszedł, a Cowell ogłosił nieobecność w piątej serii. Panel jurorski zmieniono, zatrudniając Michaela McIntyre’a i Davida Hasselhoffa. Kiedy zaczęły się odcinki na żywo, Cowell powrócił. Hasselhoff i McIntyre odeszli po serii szóstej. W 2012 roku panel jurorski powiększono do czterech sędziów. Zasiadali w nim Cowell, Amanda Holden, David Walliams i Alesha Dixon. Holden czasowo była zastąpiona przez Carmen Electrę w szóstej serii z powodu ciąży. Panel pozostał niezmieniony w kolejnych seriach. W 2022 roku David Walliams odszedł, a w 2023 roku zastąpił go Bruno Tonioli.

### Jurorzy
Kolor
| Główni Jurorzy | Jurorzy gościnni | Uczestnik |

| Jurorzy          | Seria | Seria | Seria | Seria | Seria | Seria | Seria | Seria | Seria | Seria | Seria | Seria | Seria | Seria | Seria | Seria | Seria | Seria |
| Jurorzy          | 1     | 2     | 3     | 4     | 5     | 6     | 7     | 8     | 9     | 10    | 11    | 12    | 13    | 14    | 15    | 16    | 17    | 18    |
| ---------------- | ----- | ----- | ----- | ----- | ----- | ----- | ----- | ----- | ----- | ----- | ----- | ----- | ----- | ----- | ----- | ----- | ----- | ----- |
| Simon Cowell     |       |       |       |       |       |       |       |       |       |       |       |       |       |       |       |       |       |       |
| Amanda Holden    |       |       |       |       |       |       |       |       |       |       |       |       |       |       |       |       |       |       |
| Piers Morgan     |       |       |       |       |       |       |       |       |       |       |       |       |       |       |       |       |       |       |
| Kelly Brook      |       |       |       |       |       |       |       |       |       |       |       |       |       |       |       |       |       |       |
| Louis Walsh      |       |       |       |       |       |       |       |       |       |       |       |       |       |       |       |       |       |       |
| Carmen Electra   |       |       |       |       |       |       |       |       |       |       |       |       |       |       |       |       |       |       |
| Michael McIntyre |       |       |       |       |       |       |       |       |       |       |       |       |       |       |       |       |       |       |
| David Hasselhoff |       |       |       |       |       |       |       |       |       |       |       |       |       |       |       |       |       |       |
| Alesha Dixon     |       |       |       |       |       |       |       |       |       |       |       |       |       |       |       |       |       |       |
| David Walliams   |       |       |       |       |       |       |       |       |       |       |       |       |       |       |       |       |       |       |
| Ashley Banjo     |       |       |       |       |       |       |       |       |       |       |       |       |       |       |       |       |       |       |
| Bruno Tonioli    |       |       |       |       |       |       |       |       |       |       |       |       |       |       |       |       |       |       |
| KSI              |       |       |       |       |       |       |       |       |       |       |       |       |       |       |       |       |       |       |

## Przegląd serii
| Sezon | Emisja pierwszego odcinka | Emisja ostatniego odcinka | Nagroda dla zwycięzcy | Zwycięzca               | Drugie miejsce         | Trzecie miejsce      | Prowadzący | Sędziowie | Sędziowie | Sędziowie | Sędziowie | Sędziowie gościnni                  | Widzowie z Wielkiej Brytanii | Widzowie z Wielkiej Brytanii |
| Sezon | Emisja pierwszego odcinka | Emisja ostatniego odcinka | Nagroda dla zwycięzcy | Zwycięzca               | Drugie miejsce         | Trzecie miejsce      | Prowadzący | 1         | 2         | 3         | 4         | 1                                   | (miliony)                    |                              |
| ----- | ------------------------- | ------------------------- | --------------------- | ----------------------- | ---------------------- | -------------------- | ---------- | --------- | --------- | --------- | --------- | ----------------------------------- | ---------------------------- | ---------------------------- |
| 1     | 9 czerwca 2007            | 17 czerwca 2007           | £100,000              | Paul Potts              | N/A                    | N/A                  | Ant & Dec  | Piers     | Amanda    | Simon     | N/A       | N/A                                 | 8.38                         |                              |
| 2     | 12 kwietnia 2008          | 31 maja 2008              | £100,000              | George Sampson          | Signature              | Andrew Johnston      | Ant & Dec  | Piers     | Amanda    | Simon     | N/A       | N/A                                 | 10.21                        |                              |
| 3     | 11 kwietnia 2009          | 30 maja 2009              | £100,000              | Diversity               | Susan Boyle            | Julian Smith         | Ant & Dec  | Piers     | Amanda    | Simon     | N/A       | Kelly Brook                         | 13.36                        |                              |
| 4     | 17 kwietnia 2010          | 5 czerwca 2010            | £100,000              | Spelbound               | Twist and Pulse        | Kieran Gaffney       | Ant & Dec  | Piers     | Amanda    | Simon     | N/A       | Louis Walsh                         | 11.05                        |                              |
| 5     | 16 kwietnia 2011          | 4 czerwca 2011            | £100,000              | Jai McDowall            | Ronan Parke            | New Bounce           | Ant & Dec  | Michael   | David     | Amanda    | Simon     | Louis Walsh                         | 10.40                        |                              |
| 6     | 24 marca 2012             | 12 maja 2012              | £500,000              | Ashleigh and Pudsey     | Jonathan and Charlotte | Only Boys Aloud      | Ant & Dec  | David     | Alesha    | Amanda    | Simon     | Carmen Electra                      | 10.07                        |                              |
| 7     | 13 kwietnia 2013          | 8 czerwca 2013            | £250,000              | Attraction              | Jack Carroll           | Richard & Adam       | Ant & Dec  | David     | Alesha    | Amanda    | Simon     | N/A                                 | 9.71                         |                              |
| 8     | 12 kwietnia 2014          | 7 czerwca 2014            | £250,000              | Collabro                | Lucy Kay               | Bars & Melody        | Ant & Dec  | David     | Alesha    | Amanda    | Simon     | Anthony McPartlin i Declan Donnelly | 9.84                         |                              |
| 9     | 11 kwietnia 2015          | 31 maja 2015              | £250,000              | Jules O'Dwyer & Matisse | Jamie Raven            | Côr Glanaethwy       | Ant & Dec  | David     | Alesha    | Amanda    | Simon     | N/A                                 | 9.31                         |                              |
| 10    | 9 kwietnia 2016           | 28 maja 2016              | £250,000              | Richard Jones           | Wayne Woodward         | Boogie Storm         | Ant & Dec  | David     | Alesha    | Amanda    | Simon     | Kathleen Williams                   | 9.43                         |                              |
| 11    | 15 kwietnia 2017          | 3 czerwca 2017            | £250,000              | Tokio Myers             | Issy Simpson           | Daliso Chaponda      | Ant & Dec  | David     | Alesha    | Amanda    | Simon     | N/A                                 | 9.12                         |                              |
| 12    | 14 kwietnia 2018          | 3 czerwca 2018            | £250,000              | Lost Voice Guy          | Robert White           | Donchez Dacres       | Ant & Dec  | David     | Alesha    | Amanda    | Simon     | N/A                                 | 8.33                         |                              |
| 13    | 6 kwietnia 2019           | 2 czerwca 2019            | £250,000              | Colin Thackery          | X (Marc Spelmann)      | Ben Hart             | Ant & Dec  | David     | Alesha    | Amanda    | Simon     | N/A                                 | 8.78                         |                              |
| 14    | 11 kwietnia 2020          | 10 października 2020      | £250,000              | Jon Courtenay           | Sign Along with Us     | Steve Royle          | Ant & Dec  | David     | Alesha    | Amanda    | Simon     | Ashley Banjo                        | 8.17                         |                              |
| 15    | 16 kwietnia 2022          | 5 czerwca 2022            | £250,000              | Axel Blake              | Jamie Leahey           | Tom Ball             | Ant & Dec  | David     | Alesha    | Amanda    | Simon     | N/A                                 | 6.36                         |                              |
| 16    | 15 kwietnia 2023          | 4 czerwca 2023            | £250,000              | Viggo Venn              | Lillianna Clifton      | Cillian O’Connor     | Ant & Dec  | Bruno     | Alesha    | Amanda    | Simon     | N/A                                 | 5.98                         |                              |
| 17    | 20 kwietnia 2024          | 2 czerwca 2024            | £250,000              | Sydnie Christmas        | Jack Rhodes            | Abigail & Afronitaaa | Ant & Dec  | Bruno     | Alesha    | Amanda    | Simon     | N/A                                 | 5.64                         |                              |
| 18    | 22 lutego 2025            | 31 maja 2025              | £250,000              | Viggo Venn              | Lillianna Clifton      | Cillian O’Connor     | Ant & Dec  | Bruno     | Alesha    | Amanda    | Simon     | KSI                                 | 5.25                         |                              |

### Sezon 1
Wyemitowany w dniach 9–17 czerwca 2007 roku. Przesłuchania do tej serii odbywały się w Manchesterze, Birmingham, Londynie i Cardiff. Seria miała 3 półfinały na żywo, w których wzięło udział 24 półfinalistów, którzy walczyli o szansę na występ w Royal Variety Performance, a także o nagrodę pieniężną w wysokości 100 000 funtów. Wygrał śpiewak operowy Paul Potts; wyniki pozostałych finalistów nie zostały ogłoszone.

### Sezon 2
Druga seria była wyemitowana w 2008 roku, od 12 kwietnia do 31 maja i znacząco różniła się od poprzedniej. Program trwał znacznie dłużej, a przesłuchania odbywały się także w Blackpool i Glasgow, na co wpłynęły skargi od widzów, jako że Szkocja nie była odwiedzana podczas poprzedniej serii. Ponadto program miał pięć półfinałów na żywo, w których wzięło udział łącznie 40 półfinalistów. Serię wygrał tancerz uliczny George Sampson, na drugim miejscu znalazł się podwójny zespół taneczny Signature, a trzecie miejsce zajął piosenkarz Andrew Johnston.

### Sezon 3
Trzecia seria była wyemitowana w 2009 roku, od 11 kwietnia do 30 maja, a przesłuchania odbywały się w tych samych pięciu miastach, co wcześniej. Początkowo producenci zamierzali zmienić format poprzez włączenie czwartego sędziego do panelu, co zostało zarzucone kilka dni po rozpoczęciu przesłuchań. Program wygrał zespół taneczny Diversity, na drugim miejscu znalazła się piosenkarka Susan Boyle, a trzecie miejsce zajęła saksofonista Julian Smith. To najwyżej oglądana seria w historii brytyjskiego programu Mam Talent, który przyciąga średnio ponad 13,3 miliona widzów.

### Sezon 4
Czwarta seria była wyemitowana w 2010 roku, od 17 kwietnia do 5 czerwca. Jeden z odcinków miał być wyemitowany 22 maja, ale został przesunięty na 23 maja, aby uniknąć konfliktu z transmisją na żywo z finału Ligi Mistrzów UEFA w tym roku. Przesłuchania ponownie odbyły się w tych samych pięciu miastach, co poprzednio, chociaż w serialu odbyły się również przesłuchania z Newcastle upon Tyne. Pierwotnie planowano przeprowadzić tam przesłuchania do poprzedniej serii, ale zostały one odwołane.
Z powodu choroby Cowell nie mógł uczestniczyć w przesłuchaniach w Birmingham, co doprowadziło do tego, że Louis Walsh został przywieziony jako gościnny sędzia. Sezon 4 wygrała grupa gimnastyczna Spelbound, na drugim miejscu uplasował się duet taneczny Twist i Pulse, a na trzecim perkusista Kieran Gaffney.

### Sezon 5
Piąta seria była wyemitowana w 2011 r., między 16 kwietnia a 4 czerwca, i była pierwszą wyemitowaną w całości w wysokiej rozdzielczości. Tak jak poprzednio, pojedynczy odcinek przeznaczony do emisji 28 maja został przesunięty na 29 maja, aby uniknąć konfliktu z transmisją na żywo z finału Ligi Mistrzów UEFA. Przesłuchania odbywały się w tych samych pięciu miastach, ale obejmowały również Liverpool. Sezon 5 wygrał piosenkarz Jai McDowall, wokalista Ronan Parke zajął drugie miejsce, a boysband New Bounce trzecie miejsce.

### Sezon 6
Szósta seria była wyemitowana w 2012 roku, między 24 marca a 12 maja. W tej serii nagroda pieniężna została zwiększona ze 100 000 do 500 000 funtów i wprowadzono „Wildcard”, w której sędziowie mogli wybrać jednego z uczestników wyeliminowanych w półfinałach, aby powrócił i wziął udział w finałowym odcinku.
Zwiększono również liczbę półfinalistów do 45, z dziewięcioma występami w półfinale, a liczbę sędziów w całym konkursie do 4. Ponadto w programie próbowano wprowadzić nowy sposób głosowania półfinałach za pośrednictwem aplikacji mobilnej, ale zostało to zawieszone po pojawieniu się problemów technicznych podczas pierwszego półfinału na żywo.
W tym sezonie odbyło się otwarte przesłuchanie w Londynie, a także zaproszono inne zespoły na przesłuchanie przez YouTube. Odbyły się przesłuchania w Birmingham, Londynie, Manchesterze i Cardiff, Blackpool i Edynburgu. Zarówno McIntyre, jak i Hasselhoff ogłosili pod koniec 2011 roku, że nie będą sędziami w kolejnym sezonie. Zostali zastąpieni przez Davida Walliamsa i Aleshę Dixon. Niestety Holden nie była w stanie uczestniczyć w niektórych przesłuchaniach z powodów zdrowotnych. Zastąpiła ją Carmen Electra.
Sezon 6 wygrał duet trener i pies – Ashleigh i Pudsey, na drugim miejscu znalazł się duet operowy Jonathan i Charlotte, a trzecie walijski chór chłopięcy Only Boys Aloud.

### Sezon 7
Siódma seria została wyemitowana w 2013 roku, od 13 kwietnia do 8 czerwca. 29 maja ze względu na relację na żywo z meczu towarzyskiego Anglii z Republiką Irlandii nie wyemitowano odcinka. Nagroda pieniężna została zmniejszona do 250 000 funtów, a serial obejmował przesłuchania w pięciu miastach – Birmingham, Londynie, Cardiff, Glasgow i Manchesterze.
Sezon 7 wygrała trupa teatru cieni Attraction, komik Jack Carroll zajął drugie miejsce, a duet operowy Richard & Adam zajęli trzecie miejsce.

### Sezon 8
Ósma seria wyemitowana w 2014 roku, od 12 kwietnia do 7 czerwca. Była pierwszą, w której wprowadzono „Golden Buzzer” (złoty przycisk) i po raz pierwszy od pierwszej serii przesłuchania nie odbywały się w Szkocji. Zamiast tego odbywały się w Irlandii Północnej w Belfaście, Cardiff, Londynie, Birmingham i Manchesterze oraz Edynburgu, a dodatkowe otwarte przesłuchania odbywały się w różnych lokalnych oddziałach Morrisons w namiotach „Talent Spot”, w ramach umowy sponsorskiej z siecią supermarketów w tamtym czasie.
Sezon 8 wygrał boysband Collabro, na drugim miejscu znalazła się śpiewaczka operowa Lucy Kay, a trzecie – duet raperów Bars & Melody.

### Sezon 9
Dziewiąta seria została wyemitowana w 2015 roku, od 11 kwietnia do 31 maja. W tej serii zaktualizowano funkcję „Wildcard”, umożliwiając publiczności głosowanie między trzema najpopularniejszymi wyeliminowanymi występami (Public Wildcard). Przesłuchanie odbyło się w Edynburgu, Manchesterze, Birmingham i Londynie, a ostatnie trzy miasta zorganizowały otwarte przesłuchania pod koniec 2014 r. wraz z Newcastle, Cardiff, Portsmouth, Leeds, Norwich i Bristol. Zwycięzcą serii został Jules O’Dwyer i pies Matisse, na drugim miejscu znalazł się magik Jamie Raven, a na trzecim walijski chór Côr Glanaethwy.

### Sezon 10
Dziesiąty sezon został wyemitowany w 2016 roku, od 9 kwietnia do 28 maja. Przesłuchania odbyły się w Liverpoolu, Birmingham i Londynie, a wszystkie trzy miały otwarte przesłuchania pod koniec 2015 roku wraz z Cardiff, Glasgow i Manchesterem. Była to ostatnia seria, w której odbywały się odcinki na żywo w The Fountain Studios, przed zamknięciem pod koniec roku.
Serię wygrał magik Richard Jones, wokalista Wayne Woodward zajął drugie miejsce, a grupa taneczna Boogie Storm zajęła trzecie miejsce.

### Sezon 11
Jedenasta seria została wyemitowana w 2017 roku, od 15 kwietnia do 3 czerwca. Finał był pierwotnie planowany na 4 czerwca, ale został przesunięty, aby uniknąć konfliktu z koncertem charytatywnym One Love Manchester tego dnia. W serii zaszły dwie zasadnicze zmiany: łączna liczba półfinalistów zmniejszyła się do 40, po ośmiu w każdym półfinale, tak jak to było przed szóstą serią; a także głosowanie sędziów zostało odrzucone, a dwóch półfinalistów z największą liczbą głosów publicznych przeszło do finału.
Odcinki na żywo były teraz transmitowane przez Elstree Studios, ze względu na zamknięcie poprzedniego studia. Przesłuchania odbywały się w Salford, Birmingham, Londyn i Blackpool, przy czym dwa ostatnie miasta przeprowadziły otwarte przesłuchania pod koniec 2016 r., wraz z Peterborough, Cardiff, Edynburg, Kingston upon Hull, Lincoln, Reading, Manchester i Luton. Serial wygrał pianista Tokio Myers, na drugim miejscu znalazł się iluzjonista Issy Simpson, a trzecie miejsce zajął komik Daliso Chaponda.

### Sezon 12
Dwunasta seria została wyemitowana w 2018 roku, od 14 kwietnia do 3 czerwca. Po poprzedniej serii, głos sędziów został przywrócony do formatu programu.
Odcinki na żywo zostały wyemitowane w Hammersmith Apollo, a w roli prowadzącego występował wyłącznie Declan Donnelly. Chociaż Anthony McPartlin zrezygnował ze zobowiązań telewizyjnych w marcu 2018 r., nadal pojawił się w odcinkach z przesłuchaniami, które zostały nakręcone w styczniu i lutym tego 2018 r.
Przesłuchania odbyły się w Manchesterze, Blackpool i Londynie, a dwa z tych miast przeprowadziły otwarte przesłuchania w 2017 r.,, w tym w Edynburgu, Perth, Dundee, Aberdeen, Glasgow, Dublinie i Inverness. Serial wygrał komik Lost Voice Guy, na drugim miejscu znalazł się wokalista/pianista komediowy Robert White, a trzecie miejsce zajął wokalista Donchez Dacres.

### Sezon 13
Trzynasta seria została wyemitowana w 2019 roku, od 6 kwietnia do 2 czerwca. Anthony McPartlin powrócił do brytyjskiego programu Mam Talent. Przesłuchania odbywały się w tych samych miastach, co wcześniej. W tym sezonie nastąpiły niespodziewane wydarzenia jak np. wycofano uczestnika z półfinałów na żywo, pomimo zapewnienia sobie miejsca w przesłuchaniu; niespodziewany powrót uczestnika konkursu z poprzedniej serii, działającego pod nowym pseudonimem; konkurs wygrał najstarszy uczestnik w historii programu.
Serial wygrał piosenkarz Colin Thackery, mentalista Marc Spelmann (pod pseudonimem „X”) zajął drugie miejsce, a mag Ben Hart zajął trzecie miejsce.

### Sezon 14
Czternasta seria została wyemitowana w 2020 roku, jednak w dwóch częściach w wyniku pandemii COVID-19. Pierwsza połowa obejmowała odcinki z przesłuchań, które zostały już nakręcone na początku tego roku i były emitowane od kwietnia do maja. Produkcja odcinków drugiej połowy serii została wznowiona po przerwie. Były nadawane między sierpniem a październikiem, chociaż z kilkoma zmianami: wprowadzono środki ochrony przed infekcją, w tym wprowadzenie wirtualnej publiczności i dystansu społecznego; wszystkie odcinki były emitowane co tydzień. Wszystkie półfinały zostały wcześniej nagrane, a system głosowania zmienił się bezpośrednio w wyniku tych rund.
Zanim pierwszy półfinał miał zostać nakręcony, Simon Cowell odniósł kontuzję w wyniku wypadku w sierpniu, co zmusiło go do nieobecności przez resztę serii. Został jednak zastąpiony przez Ashleya Banjo jako gościnnego sędziego. Serial wygrał pianista komediowy Jon Courtenay, na drugim miejscu był chór języka migowego Sign Along With Us, a komik Steve Royle na trzecim.

### Sezon 15
Produkcja i emisja piętnastej serii planowano początkowo na 2021 rok, jednak ITV, Thames i Syco Entertainment obawiały się, jak bezpiecznie prowadzić filmowanie w obliczu nowych ograniczeń rządowych mających na celu zwalczanie pandemii COVID-19. Po wstępnej decyzji o przesunięciu produkcji na późniejszy rok, wszystkie zaangażowane strony zgodziły się, że nie wyprodukują nowej serii do następnego roku, kiedy ograniczenia rządowe zostaną złagodzone, a warunki pandemii będą sprzyjać produkcji telewizyjnej na dużą skalę.

## Powiązane programy

### Britain’s Got More Talent (2007–2019)
Britain’s Got More Talent (często skracane do BGMT) towarzyszył głównemu show i był nadawany na ITV2 od 9 czerwca 2007 do 2 czerwca 2019 roku, prowadzony przez Stephena Mulherna. Program skupiał się na dodatkowych występach uczestników Britain’s Got Talent, których nie można było pokazać w głównym programie.
W październiku 2019 roku ogłoszono przeniesienie brytyjskiego BGMT na platformy internetowe, koncentrując się bardziej na brytyjskiej edycji Britain’s Got Talent. Następcą programu został Britain's Got Talent: Unseen.

### Britain’s Got Talent: The Champions (2019)
W 2019 roku Simon Cowell stworzył spin-offowy konkurs, który przyciągnął najlepsze talenty z różnych edycji ‘Got Talent’, w tym brytyjskiej. Premiera odbyła się w sierpniu 2019 roku.

### Britain’s Got Talent Christmas Spectacular (2020)
1 grudnia 2020 roku ITV potwierdziło stworzenie jednorazowego świątecznego dodatku Britain’s Got Talent, prezentującego najlepsze występy z ostatnich serii programu. Program prowadzili Anthony McPartlin i Declan Donnelly, a w panelu sędziów zasiadali Amanda Holden, Alesha Dixon, David Walliams i Ashley Banjo. Emisja odbyła się 25 grudnia 2020 roku.”

## Nagrody i nominacje
Od 2007 roku brytyjski program Got Talent był nominowany do szeregu nagród National Television Awards w kategorii „Most Popular Talent Show”. Przegrał jednak ze swoimi siostrzanymi programami The X Factor i Strictly Come Dancing. Ant & Dec zdobyli nagrodę dla „Najpopularniejszych prezenterów rozrywkowych” na tych samych nagrodach przez dziewiętnaście kolejnych lat (stan na styczeń 2020 r.). Brytyjski program Got Talent był również nominowany do dwóch nagród British Academy Television Awards w 2008 roku, ale nie zdobył żadnej nagrody. W 2007 i 2008 roku serial był nominowany do nagrody TV Quick and Choice Awards w kategorii „Best Talent Show”, przegrywając z The X Factor iStrictly Come Dancing odpowiednio.
W 2008 roku był laureatem nagrody programowej Royal Television Society za osiągnięcia techniczne. Zdobył także cztery nagrody Nickelodeon UK Kids 'Choice Awards z pięciu nominacji. W 2009 roku zdobył swoją pierwszą w historii nagrodę Digital Spy Reality dla George’a Sampsona w kategorii „Ulubiony Konkurs Rzeczywistości”. Program był dalej nominowany w kategorii „Reality Show”, ale przegrał z The X Factor w kategorii „Reality TV Presenter” w kategorii Ant & Dec oraz dwie nominacje w kategorii „Reality TV Judge” dla Cowella i Morgana.

## Kontrowersje i krytyka
Serial został skrytykowany przez psychologa Glenna Wilsona, który nazwał go „freak show”. Stwierdził, że „braki i niedociągnięcia [zawodników] są tak samo ważne jak ich talent. Cieszymy się ze stresu, na jaki wystawiamy tych ludzi – czy oni przeżyją, czy też nie?”.
W dwóch oddzielnych wywiadach w 2012 r. MC Kinky powiedział: „Programy takie jak X Factor i Britain’s Got Talent ograniczają sztukę tworzenia muzyki i praktykowania swojego rzemiosła do poziomu teleturnieju o niskim czynszu z ogromnym wsparciem finansowym. To sposób na zarobienie pieniądze, a nie sposób na produkowanie przełomowych lub interesujących artystów, którzy demonstrują, co czują lub są do tego zmuszeni. To korporacyjne” i „jest to forma gnijącego gówna typu fast food, z którą nie mam żadnego związku”.
W 2013 roku Bruce Forsyth zakwestionował możliwość udziału dzieci w przesłuchaniach. Powiedział: „Nie sądzę, żeby to była rozrywka. Nie sądzę, żeby powinni nakłaniać dzieci, które są zbyt małe. Jeśli masz zamiar to zrobić, zrób osobny program. Zorganizuj program dla dzieci, British Children Have Talent”. [potrzebne źródło] Cowell odpowiedział Forsythowi, stwierdzając, że: „ktoś, panie Grumpy, powiedział, że nie powinniśmy mieć dzieci w twoim wieku w programie” po występie zespołu tanecznego Youth Creation. Jessie J przyłączyła się do debaty, deklarując: „Nie mogę zgodzić się z tym, że dzieciaki muszą przechodzić trzy lub cztery przesłuchania, kiedy jest to wyłącznie wyśmiewane. Nie rozumiem, dlaczego jest to legalne,
W 2013 roku ujawniono, że do 50% występów w programach telewizyjnych było łowionych przez producentów. W 2012 roku zespół electropop Superpowerless pojawił się w półfinale. Na przesłuchanie przyszli po zapewnieniach, że akt zostanie przedstawiony w pozytywnym świetle. Stwierdzili jednak, że wszystkie wywiady, zwłaszcza ze Stephenem Mulhernem, zostały przeprowadzone z zamiarem przedstawienia ich w niekorzystnym świetle i sprowadzenia ich twórczości do rutyny, co miało na celu ośmieszenie i upokorzenie. Jakkolwiek wiele gazet pisało artykuły na ten temat, bardzo niewiele z nich zostało opublikowanych, ponieważ serwisom informacyjnym powiedziano, że omawianie tej historii spowoduje odcięcie tej publikacji od jakichkolwiek wcześniejszych relacji z programu w przyszłości.

## Trasa Britain’s Got Talent na żywo
W latach 2008–2011 kilku półfinalistów, finalistów i zwycięzców z różnych seriali wzięło udział w trasie na żywo zatytułowanej „Britain’s Got Talent Tour”. Wydarzenie składało się z kilku pokazów odbywających się na terenie Wielkiej Brytanii. Bilety na pierwszą trasę koncertową, ogłoszoną 17 kwietnia 2008 roku, szybko się wyprzedawały, więc zwiększono liczbę występów z dwunastu do dwudziestu dwóch. [potrzebne źródło]
W 2009 roku sytuacja się powtórzyła i początkowa pula czterech koncertów, została rozszerzona do osiemnastu. W 2010 roku powstała trzecia trasa koncertowa, ze znacznie szerszym harmonogramem i odbywającym się w 16 miastach w ramach 23 pokazów. W 2011 roku ogłoszono czwartą trasa koncertową, jednak nie cieszyła się już taką popularnością, trasa została ograniczona w 2012 roku. [potrzebne źródło]

## Gadżety powiązane z programem
Na rynek wprowadzono 6 produktów wydanych jako merchandising programu, w tym DVD z najlepszymi przesłuchaniami, elektroniczną grę planszową, zestaw dla magików (wydany we współpracy z jednym z finalistów – Richardem Jonesem), przycisk-bzyczek Be the judge buzzer (imitujący przycisk, którym jurorzy odrzucają kandydatów z programu), oraz dwie edycje albumów pokazujących finalistów z roku 2009 i 2010 wydanych przez wydawnictwo Pedigree Books.

### Aplikacja
Od 2010 roku brytyjska aplikacja Mam Talent jest dostępna w Apple App Store i Google Play. Funkcje aplikacji zmieniają się z roku na rok, ale zawsze obejmują funkcje interaktywne (np. Brzęczyk, ankiety lub quizy), odpowiednie kanały mediów społecznościowych i klipy z programu. W 2015 roku wprowadzono bezpłatne głosowanie w aplikacji. Oznacza to, że widzowie mogą głosować bezpłatnie pięć razy w każdym okresie głosowania podczas półfinałów i rund finałowych.